# Tour de France 2006/19. Etappe
Die 19. Etappe der Tour de France 2006 war ein Einzelzeitfahren. Sie führte die Fahrer am 22. Juli über 57 km von Le Creusot nach Montceau-les-Mines und war das zweite und letzte Einzelzeitfahren der Tour de France 2006. Es fand im Département Saône-et-Loire in der Region Burgund statt.
Die gesamte Etappe war recht wellig und selektiv. Sie stand damit in Kontrast zum ersten Einzelzeitfahren auf der 7. Etappe, das flaches Profil aufwies. Die Zwischenzeitmesspunkte lagen bei km 16,5 in Montchanin-le-Haut, km 34 in Montcenis und km 51,5 in Villa-Sirot. Die Verpflegungsstelle befand sich bei km 38 in Saint-Nizier-sur-Arroux.
Vor Beginn des Rennens lagen die drei Besten im Gesamtklassement, Óscar Pereiro, Carlos Sastre und Floyd Landis, eng beieinander. Sastre lag zwölf Sekunden hinter Pereiro, Landis hatte weitere 18 Sekunden Rückstand. Andreas Klöden, der Kapitän des T-Mobile Teams, folgte mit 2:29 min Abstand auf den Führenden und hatte damit noch Chancen auf einen Platz auf dem Podium der ersten Drei am Schlusstag in Paris.
Ein weiteres spannendes Duell fand um den Sieg in der Nachwuchswertung statt. Markus Fothen, U23-Zeitfahrweltmeister des Jahres 2003, lag am Start nur fünf Sekunden hinter dem Giro-Sieger von 2004, Damiano Cunego.
Als erster Fahrer ging um 11:15 Uhr Wim Vansevenant von Davitamon-Lotto, zu dieser Zeit 141. und Letzter im Gesamtklassement mit 3:50:36 h Rückstand auf den Führenden im Gesamtklassement, Óscar Pereiro, an den Start. Pereiro ging als letzter Starter um 16:15 Uhr auf die Strecke.
Die starken Zeitfahrer, die sich in den hinteren Reihen des Gesamtklassements vor dem Start der Etappe wiederfanden, bewältigten den Kurs in etwa 71 min. Im Gegensatz zu den beiden vorherigen Kämpfen gegen die Uhr hatte jedoch keine ihrer Bestzeiten über einen längeren Zeitraum Bestand. Erst Serhij Hontschar, bereits Sieger des ersten Zeitfahrens, machte mit einer Endzeit von 1:07:45 h seinen Anspruch auf den Tagessieg deutlich. Er unterbot die bis dahin bestehende Bestzeit des deutschen Zeitfahrmeisters Sebastian Lang um 3:18 min und siegte souverän.
Im Kampf um das Weiße Trikot hatte Damiano Cunego bei der ersten Zwischenzeit seinen Vorsprung auf Fothen um zwölf Sekunden ausgebaut. Am zweiten Messpunkt hatte Cunego bereits einen Vorsprung von 49 Sekunden. Auf dem dritten Messabschnitt verlor Cunego zwar 14 Sekunden seines Vorsprungs auf Fothen, doch im Ziel betrug sein Vorsprung immer noch 31 Sekunden und er behielt das begehrte weiße Trikot wider Erwarten aller Experten.
Im Kampf um das Gelbe Trikot hatte Landis nach der ersten Zwischenzeit bei km 15,5 schon 1:05 min auf Sastre und zehn Sekunden auf Pereiro gutgemacht. Klöden lag bei der Messung elf Sekunden hinter Landis. Auch auf dem zweiten Teilabschnitt hielten die Trends an. Landis fuhr „virtuell“ bereits im Gelben Trikot, während Klöden seinen Rückstand auf Sastre deutlich verkürzen konnte. Im Ziel lag Landis 1:29 min vor Pereiro und sicherte sich die Gesamtführung mit 59 Sekunden Vorsprung. Klöden entriss Sastre den Podiumsplatz, nachdem er ihm 4:01 min abgenommen hatte.
Mit Robert Hunter wurde der erste Fahrer am Ende der Etappe wegen der Überschreitung des Zeitlimits disqualifiziert. Seine Zeit von 1:25:54 h war 18:09 min langsamer als die Siegerzeit von Hontschar. Er überschritt so die Karenzzeit, die beim Zeitfahren 25 Prozent über der Siegerzeit liegt. Mit einer Zeit von 1:24:43 h wäre er im Rennen geblieben.

## Disqualifikationen
- 73 Robert Hunter – nach der Etappe, Überschreitung des Zeitlimits

## Zwischenstände
1. Zwischenzeitmesspunkt in Montchanin-le-Haut (16,5 km)
| Erster   | Floyd Landis         | 19:46 min  |
| Zweiter  | Serhij Hontschar     | + 0:01 min |
| Dritter  | Óscar Pereiro        | + 0:10 min |
| Vierter  | Andreas Klöden       | + 0:11 min |
| Fünfter  | Sebastian Lang       | + 0:43 min |
| Sechster | Damiano Cunego       | + 0:47 min |
| Siebter  | Bert Grabsch         | + 0:57 min |
| Achter   | Wjatscheslaw Jekimow | + 0:58 min |
| Neunter  | Denis Menschow       | + 0:58 min |
| Zehnter  | Markus Fothen        | + 0:59 min |

2. Zwischenzeitmesspunkt in Montcenis (34 km)
| Erster   | Serhij Hontschar     | 41:19 min  |
| Zweiter  | Floyd Landis         | + 0:26 min |
| Dritter  | Andreas Klöden       | + 0:33 min |
| Vierter  | Óscar Pereiro        | + 1:23 min |
| Fünfter  | Sebastian Lang       | + 2:08 min |
| Sechster | Damiano Cunego       | + 2:08 min |
| Siebter  | Bert Grabsch         | + 2:09 min |
| Achter   | Cadel Evans          | + 2:16 min |
| Neunter  | Wjatscheslaw Jekimow | + 2:17 min |
| Zehnter  | Denis Menschow       | + 2:24 min |

3. Zwischenzeitmesspunkt in Villa-Sirot (51,5 km)
| Erster   | Serhij Hontschar     | 1:02:36 h  |
| Zweiter  | Andreas Klöden       | + 0:47 min |
| Dritter  | Floyd Landis         | + 1:08 min |
| Vierter  | Óscar Pereiro        | + 2:38 min |
| Fünfter  | Sebastian Lang       | + 3:21 min |
| Sechster | Wjatscheslaw Jekimow | + 3:26 min |
| Siebter  | David Zabriskie      | + 3:27 min |
| Achter   | Damiano Cunego       | + 3:32 min |
| Neunter  | Bert Grabsch         | + 3:34 min |
| Zehnter  | Cadel Evans          | + 3:39 min |

- Siehe auch: Fahrerfeld